# Меле (провінція Генуя)
Меле (італ. Mele, ліг. Mê) — муніципалітет в Італії, у регіоні Лігурія,  метрополійне місто Генуя.
Меле розташоване на відстані близько 420 км на північний захід від Рима, 16 км на захід від Генуї.
Населення — 2522 особи (2023).

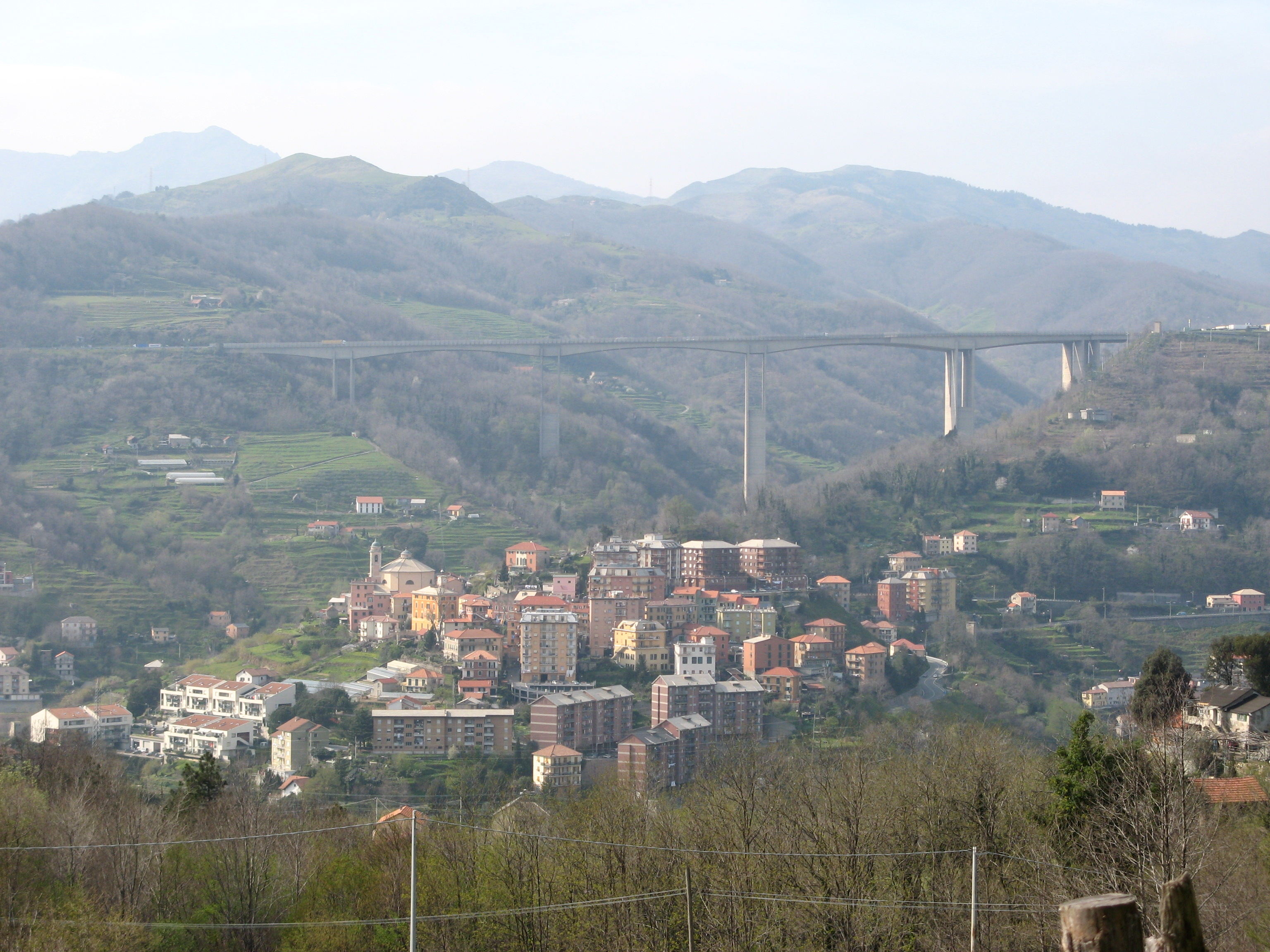

Щорічний фестиваль відбувається 17 січня. Покровителі — святий Антоній Великий.

## Демографія
Населення за роками:

Станом на 1 січня 2023 року в муніципалітеті офіційно проживало 79 іноземців з 21 країни, серед них 37 громадян країн Євросоюзу та 3 громадяни України.

## Сусідні муніципалітети
- Бозіо
- Генуя
- Мазоне
- Аренцано